# Jászfényszaru
Jászfényszaru (korábban: Fényszaru) város Jász-Nagykun-Szolnok vármegyében, a Jászberényi járásban.

## Fekvése
Jászfényszaru a Jászság északnyugati szélén, a Hatvani-síkon,  Pest és Heves vármegyével határosan fekszik, a Zagyva és a Galga torkolata fölött alig 2 kilométerrel, az előbbi folyó bal parti oldalán.
A közvetlen szomszédos települések: északkelet felől a Heves vármegyei Csány, kelet felől Jászágó, délkelet felől Pusztamonostor – utóbbi kettő Jász-Nagykun-Szolnok vármegyéhez tartozik –, dél felől Szentlőrinckáta, délnyugat felől Tóalmás, nyugat felől Zsámbok és Tura – mind a négy Pest vármegyében –, északnyugat felől pedig a szintén hevesi Boldog és Hatvan.
A környező nagyobb városok közül Hatvantól 11 kilométerre délkeletre, Jászberénytől pedig 17 kilométerre északnyugatra található.

### Megközelítése
Legfontosabb közúti megközelítési útvonala a 32-es főút, amely a belterületének keleti szélén halad el; ezen érhető el Hatvan és Szolnok-Jászberény felől is. Központján a 3106-os út húzódik végig, ez köti össze Zsámbokkal is; Boldog felől a 3126-os úton érhető el, s a határszélét délen érinti még a 3108-as út is.
Az ország távolabbi részei felől közúton a legegyszerűbben az M3-as autópályán közelíthető meg, hatvani letéréssel.
A közúti tömegközlekedés szolgáltatója a Volánbusz, elővárosi autóbuszjáratai Jászberényhez és Hatvanhoz kapcsolják a települést, a helyközi és távolsági viszonylatok pedig Budapesthez és Gödöllőhöz.
A hazai vasútvonalak közül a Hatvan–Újszász-vasútvonal érinti, melynek egy megállási pontja van itt. Jászfényszaru vasútállomás a 32-es főút régi nyomvonala (a mai 32 136-os számú mellékút) mentén fekszik Hatvan irányában, a központtól mintegy 2 kilométer távolságra északkeletre. Az állomás a vonal állomásainak viszonylatában Hatvan vasútállomást elhagyva az első megállási pont; közúti elérését az említett régi főúti nyomvonalból kiágazó 32 331-es számú mellékút biztosítja.

## Története
A településen halad át a szarmaták által 324 és 337 között épített, a Dunát a Tiszával összekötő Csörsz árok nyomvonala.
A honfoglalás korából származó sírokat tártak fel a város határában, 2018-ban a Jász Múzeum régészei. A sírokban két holttestet találtak: egy felnőtt férfi és egy gyerek földi maradványait. A férfi mellé egy szablyát temettek, markolattal lefelé, amely szokatlan a korabeli temetkezési szokások közt. A Jászság első szablyás sírja, melyről részletes dokumentáció készült. Jobb medencecsontja mellett találták meg a Kárpát-medence hetedik tarsolyzáróját, mely bronzból készült. (Eddig három vas és három bronz tarsolyzáró került elő összesen.) A fiú mellé vaskést, pontkörös díszítésű bogozót, csikózablát, csiholót és nyílhegyeket temettek, amely utóbbi alapján tegezt is, ám ez nem maradt fenn.
Homokos, fövenyes részein (Kozma part, Csonthalom, Sós-tó) az ásatások avar és honfoglalás kori leleteket hoztak a felszínre. A mai Jászfényszaru helyén valószínűsíthető Cosma falu (egy 1067-es oklevél említi így), amit 1499-ből Szent Kozma és Damján néven pontosíthatunk. E néven a mai Kozma dombon Árpád-kori templom állt, amelynek alapjait 1996-ban Selmeczi László régész tárta fel.
A település története a jászok történelmének egy része, akiket IV. Béla telepített a tatárjárás után elnéptelenedett Zagyva folyó völgyébe. Kiváltságos helyzetük fejében katonáskodniuk kellett a királynak. A századok folyamán a történelem viharai Jászságot sem kímélték, különösen a török dúlásokat sínylette meg. A lakosság töredéke a Zagyva-Galga mocsaraiban húzódott meg, nagyobb része elköltözött. A török veszedelem elmúltával újabb sorscsapás következett: 1702-ben I. Lipót zálogba adja a Jász-Kunságot a Német Lovagrendnek. A jobbágysorba süllyedt jászfényszaruiak közül többen is Rákóczi táborába állnak, egykori kiváltságaikat azonban csak 1745-ben válthatják meg Mária Teréziától.
A Redemptio után a föld községi elosztású tulajdonban volt, a megváltás arányában osztották fel a családok között. A redemptus gazdák azonban saját földre vágytak, hogy teljesen önállóan gazdálkodhassanak. A földnek magántulajdonban való megjelenésével komoly gazdasági fejlődés indult meg. A község vezetői gondot fordítanak a település rendezésére, szabályozzák az építkezéseket. Kereskedők nyitnak boltokat, nő az iparral foglalkozó mesteremberek száma, akik 1817-ben vegyes céhet alapítanak. Jászfényszaru 1831-ben mezővárosi rangot kap, heti vásártartási joggal, majd 1845-től négy országos vásár tartására kap lehetőséget. Az 1867-es kiegyezés további lendületet adott a fejlődéshez, viszont az 1871-es központi rendelkezés szabta nagyobb terheket azonban mint város, már nem tudta tovább vállalni. Ezért 1872-ben az elöljárók kérik a nagyközséggé történő visszaminősítését, a jász kiváltságokat pedig az 1877. évi országos közigazgatási átszervezés szüntette meg véglegesen.
A település 1993. január 1-jétől jogosult ismét a városi rangra.
1990-től az akkor még nagyközség adott otthont a dél-koreai székhelyű Samsung televíziógyártó cégnek, mely mostanra a legnagyobb európai Samsung gyárrá nőtte ki magát, több ezer főnek adva állandó munkalehetőséget. 2004-ben készült el a tízmilliomodik jászfényszarui televízió. Tovább növelte a gyár jelentőségét, mikor az elnökség 2007-ben bejelentette: tovább szeretnék bővíteni az itteni üzemegységüket. Az új épület még az év végén megépült, újabb munkahelyeket teremtve a városban.
Infrastruktúráját illetően a település csatornarendszere 2008 végére teljesen kiépült, mintegy 40 km hosszú útrendszerének 2010-ben 84% szilárd burkolatú. A tervek szerint az év végéig kiépül a maradék utcák útalapja is.

## Gazdasága
A korábbi hírek szerint 2017-ben készült volna el a német Thyssenkrupp gyára a városban. A beruházást végül 2018. március másodikán adták át. A beruházás 30 milliárd forintból valósul meg és 500 új munkahelyet hoz létre 2019-ig. A gyárban kormányrendszereket, valamint hengerfejbe integrált vezérműtengelyeket fognak gyártani korszerű technológiával.

## Helyi média
Jászfényszarun fogható FM rádiók:
- Rádió 1 (Budapest) – FM 89,5 MHz
- Bartók Rádió – FM 90,7 MHz
- Szent István Rádió –  FM 94,0 MHz
- Kossuth Rádió – FM 95,5 MHz
- Sláger FM – FM 95,8 MHz
- Base FM – FM 96,4 MHz
- Trió FM – FM 97,7 MHz
- Manna FM – FM 98,6 MHz
- Best FM – FM 99,5 MHz
- Dankó Rádió –  FM 99,8 MHz; 100,8 MHz
- Rádió 1 (Gyöngyös) – FM 101.7 MHz
- Petőfi Rádió – FM 94,8 MHz; 102,7 MHz
- FM 103.9 – A Rock – FM 103,9 MHz
- Retro Rádió – FM 103,3 MHz; 104,7 MHz

## Népesség
A település népességének változása:
| Lakosok száma | 5664 | 5609 | 5757 | 6168 | 5881 | 5803 | 5817 | 5807 |
|               | 2013 | 2014 | 2018 | 2019 | 2021 | 2022 | 2023 | 2024 |

A 2011-es népszámlálás során a lakosok 90,9%-a magyarnak, 7,8% cigánynak, 0,2% németnek, 0,6% románnak mondta magát (9% nem nyilatkozott; a kettős identitások miatt a végösszeg nagyobb lehet 100%-nál). A vallási megoszlás a következő volt: római katolikus 64,8%, református 1,8%, evangélikus 0,2%, görögkatolikus 0,2%, felekezeten kívüli 11,9% (19,9% nem nyilatkozott).
2022-ben a lakosság 87,2%-a vallotta magát magyarnak, 5,2% cigánynak, 0,4% ukránnak, 0,4% románnak, 0,2% németnek, 2,1% egyéb, nem hazai nemzetiségűnek (12,4% nem nyilatkozott; a kettős identitások miatt a végösszeg nagyobb lehet 100%-nál). Vallásuk szerint 42,7% volt római katolikus, 2,6% református, 0,5% görög katolikus, 0,2% evangélikus, 0,2% ortodox, 1,8% egyéb keresztény, 0,9% egyéb katolikus, 8,8% felekezeten kívüli (42,3% nem válaszolt).

## Közélete

### Önkormányzat
Polgármesterek
- 1990 óta mind a mai napig Győriné dr. Czeglédi Márta Mária vezeti a települést [a második keresztnevét nem minden választáson használta].
- A rendszerváltás előtti utolsó tanácselnök Bálint László volt[10]

#### Választások
1990 őszén Győriné dr. Czeglédi Mártát választották meg polgármesterré.
| Önkormányzati választási alapadatok (1990-2019) | Önkormányzati választási alapadatok (1990-2019) | Önkormányzati választási alapadatok (1990-2019) | Önkormányzati választási alapadatok (1990-2019) | Önkormányzati választási alapadatok (1990-2019) | Önkormányzati választási alapadatok (1990-2019) | Önkormányzati választási alapadatok (1990-2019) | Önkormányzati választási alapadatok (1990-2019) |
| Év                                              | Lakók                                           | Lakók                                           | Polgármesteri tisztség                          | Polgármesteri tisztség                          | Képviselő-testület                              | Képviselő-testület                              |                                                 |
| Év                                              | száma                                           | +/–                                             | jelöltek száma                                  | a hivatalban lévő indult?                       | testület létszáma                               | jelöltek száma                                  |                                                 |
| ----------------------------------------------- | ----------------------------------------------- | ----------------------------------------------- | ----------------------------------------------- | ----------------------------------------------- | ----------------------------------------------- | ----------------------------------------------- | ----------------------------------------------- |
| 1994                                            | 5 946                                           | −135                                            | 2                                               | ✓                                               | 13                                              | 32                                              |                                                 |
| 1998                                            | 5 881                                           | −65                                             | 1                                               | ✓                                               | 13                                              | 28                                              |                                                 |
| 2002                                            | 5 892                                           | 11                                              | 2                                               | ✓                                               | 13                                              | 33                                              |                                                 |
| 2006                                            | 5 950                                           | 58                                              | 2                                               | ✓                                               | 13                                              | 26                                              |                                                 |
| 2010                                            | 5 843                                           | −107                                            | 2                                               | ✓                                               | 8                                               | 30                                              |                                                 |
| 2014                                            | 5 716                                           | −127                                            | 1                                               | ✓                                               | 8                                               | 19                                              |                                                 |
| 2014                                            | 5 716                                           | −127                                            | 1                                               | ✓                                               | 8                                               | 19                                              |                                                 |
| 2024                                            |                                                 | align=right data-sort-value=                    |                                                 |                                                 |                                                 |                                                 |                                                 |

| 1994 | 4 628 | 2 198 | 47,5% | 2 176 | 1,2%  |
| 1998 | 4 671 | 1 534 | 32,8% | 1 395 | 9,1%  |
| 2002 | 4 678 | 1 827 | 39,1% | 1 788 | 2,1%  |
| 2006 | 4 720 | 1 704 | 36,1% | 1 647 | 3,3%  |
| 2010 | 4 732 | 2 302 | 48,6% | 2 265 | 1,6%  |
| 2014 | 4 660 | 1 477 | 31,7% | 1 325 | 10,3% |
| 2019 |       |       |       |       |       |
| 2024 |       |       |       |       |       |

| Év   | Megválasztott polgármester       | Megválasztott polgármester | Szavazat | Szavazat             | Szavazat           | Szavazat                      | Előny a 2. előtt (%p) |
| Év   | név                              | szervezet                  | db       | jogosultak arányában | szavazók arányában | érvényes szavazatok arányában | Előny a 2. előtt (%p) |
| ---- | -------------------------------- | -------------------------- | -------- | -------------------- | ------------------ | ----------------------------- | --------------------- |
| 1990 | Győriné dr. Czeglédi Márta       | SzDSz-FKgP                 |          |                      |                    |                               |                       |
| 1994 | Győriné dr. Czeglédi Márta       | SzDSz-FKgP-MSzP-KDNP       | 1 767    | 38,2%                | 80,4%              | 81,4%                         | 62,7                  |
| 1998 | Győriné dr. Czeglédi Márta       | független                  | 1 395    | 29,9%                | 90,9%              | 100,0%                        | -                     |
| 2002 | Győriné dr. Czeglédi Márta       | független                  | 1 522    | 32,5%                | 83,3%              | 85,1%                         | 70,2                  |
| 2006 | Győriné dr. Czeglédi Márta Mária | független                  | 1 363    | 28,9%                | 80,0%              | 82,8%                         | 65,5                  |
| 2010 | Győriné dr. Czeglédi Márta Mária | független                  | 1 843    | 38,9%                | 80,1%              | 81,4%                         | 62,7                  |
| 2014 | Győriné dr. Czeglédi Márta Mária | független                  | 1 325    | 28,4%                | 89,7%              | 100,0%                        | -                     |
| 2019 | Győriné dr. Czeglédi Márta       | független                  |          |                      |                    | 100,0%                        | -                     |
| 2024 | Győriné dr. Czeglédi Márta       | független                  |          |                      |                    |                               |                       |

##### Helyi sajtó
- Mi újság Fényszarun?: a helyi önkormányzat által havonta kiadott, a település közéletével (önkormányzati, kulturális, oktatási, egyéb hírekkel) foglalkozó színes újság. Példányait a helyi lakosok postai kézbesítéssel ingyen kapják meg. Lapzárta: minden hónap második hétfője. A szerkesztőség címe: Petőfi Művelődési Ház és Könyvtár, Jászfényszaru, Szent István út 1.

## Nevezetességei
- Római katolikus templom (Mindenszentek)
- Kiss József Helytörténeti Gyűjtemény: 1983 óta látogatható
- Papp kastély
- Rimóczy kastély

### Emlékművek
- Szent Család szobor: A római katolikus templom mellett áll. (Készült: 1769-ben)
- Szentháromság szobor: A római katolikus templom mellett áll.
- Első világháborús emlékmű: A római katolikus templom melletti parkban áll. (Felavatva: 1924-ben)
- Petőfi szobor
- Második világháborús emlékmű (Felavatva: 1989-ben)
- Zsidó emlékmű
- Díszkút: A városháza előtti téren, a település első artézi kútja helyén áll. (Felavatva: 2002-ben)
- Tanítók emlékműve (Felavatva 2002-ben)
- Megbékélés emlékműve: A művelődési ház parkjában, az egykori szovjet emlékmű helyén áll. Nemzetiségtől függetlenül állít emléket mindazoknak, akik a II. világháború során a község közigazgatási határai belül estek el. A tervezést és a bronzműves munkát Szabó Imrefia Béla, míg a kivitelezést Tóásó Tibor kőszobrász végezte. (Felavatva: 2005-ben)
- Bedekovich emlékoszlop: A római katolikus templom melletti parkban áll. Szilágyi Dezső népi fafaragó művész munkája. (Felavatva: 1993-ban)
- Trianon-emlékmű: A település határában, a 32-es út körforgalma mellett áll. (Felavatva: 2012-ben)
- IV.Béla szobor. A Rimóczy kastélynál található. (Felavatva: 2013-ban)
- Cigányzenész emlékmű: Az alsó temető közelében található. (Felavatva: 2013-ban)

## Híres emberek
- id. Bedekovich Lőrinc (1751. augusztus 8. – 1823. november 23.): Nemesi családban született Jászapátin, majd Jászfényszarun telepedett le feleségével, Pruzsinszky Erzsébettel. A Jászkun Kerület első földmérő és vízépítő mérnöke. Az ő nevéhez fűződik a Zagyva-Tarna völgyében, a Jászkunság területén az ősmocsarak, vadvizek elleni védekezés, vízrendezés s az árvízmentesítési munkálatok megkezdése, a Zagyva és a Tarna folyók szabályozása, mocsarak lecsapolása, csatornák, gátak építése. A Jászkun Hármas Kerület tiszteletbeli táblabírójának választotta. Örök nyugalomra szintén Jászfényszarun helyezték.
- ifj. Bedekovich Lőrinc (1788. augusztus 8. – 1857. október 2.): A Jászkun Hármas Kerületnél dolgozott második földmérőként annak 1820-as megszűnéséig, majd a Jász Kerület mérnöki hivatalát töltötte be 1848-ig. Ezen hivatalában tovább folytatta apja munkáját, töltések, hidak, utak építése és javítása kapcsán, valamint a nevéhez fűződik Jászberény 1825-ös teljes (illetve a megvalósításra szánható pénz hiányában a későbbi részleges) rendezési terve is. Munkásságának máig is látható emléke Jászberényben a városháza épülete (a tér felőli része), illetve a Rozália kápolna.
- Dr. Gergely Zoltán (Jászfényszaru, 1931. szeptember 27. – Gödöllő, 1998. november 26.): Édesapja Gergely József (a helyi gőzmalom tulajdonosa), édesanyja Fehér Mária. A hatvani gimnáziumban érettségizett kitűnő eredménnyel. Apja polgári származása miatt nem vették föl az erdészeti egyetemre, ezért érettségi után erdőmunkásként, majd erdészeti gyakornokként dolgozott. Ezt követően fölvették a Gödöllői Agrártudományi Egyetemre, ahol jeles eredménnyel diplomázott. Egyetemi tanulmányai után a Szécsényi Mezőgazdasági Technikumban volt tanár, majd a Gödöllői Agrártudományi Egyetem Mikrobiológiai Tanszékére került Dr. Horváth János egyetemi tanár mellé. Később talajtani szakmérnöki és mérnöktanári diplomát is szerzett, majd Summa cum laude doktorált. Az egyetemen több mint 30 évig tanított és kutatott. Kiváló műszaki és gyakorlati érzékének köszönhetően számos mikrobiológiai és műszaki találmányt szabadalmaztatott (olajbontó Nocardia fajok izolálása és hasznosítása, eljárás helyi fermentációra, görgős eke, gyomirtó vegyszerek stb.). A Gödöllői Agráregyetem Mikrobiológiai Tanszékének műszaki és fermentációs bázisa kialakítása az 1960-as, 1970-es években az ő nevéhez fűződött.
- Csomor Csilla (Jászberény, 1966. január 20. –): Főnix- és Farkas Ratkó-díjas magyar színésznő. Már gyermekkorában megmutatkozott művészi hajlama. A helyi amatőr színjátszó egyesület aktív tagja, majd a Színház és Filmművészeti Egyetem elvégzése után, a győri Kisfaludy Színház, majd 1992-től a Nemzeti, 2000-től, pedig a Pesti Magyar Színház tagja lett. Számos színpadi szerepben játszott, mint például Az ember tragédiája, vagy a Tartuffe című darabban. Ismert a népszerű tévésorozat, a Barátok közt Berényi Zsuzsa nevű karakterének alakításáról is.
- Thuróczy Richard (1986. december 23. -): Rádiós műsorvezető, zenész, stand upos. A 2000-es évek elején költöztek a városba családjával, ekkortájt a budapesti Radio DEEJAY-nél, majd számos vidéki rádiónál dolgozott.[forrás?] 21 évesen került a Sláger Rádióba, ahol annak 2009. november 18-ai megszűnéséig dolgozott. A következő évben, Oroszországban és Ukrajnában vett részt rádiók munkájában, valamint könnyűzenei projektekben. 2011 márciusában az akkor induló Radio Face műsorvezetője lett. Júniusban az országos Neo FM műsorvezetője lett. Előbb a hétvégék délutánjainak, később a délelőtti Hétvégi Kívánságműsor műsorvezetőjévé vált. A Neo FM-nél valamennyi kollégájával együtt mondott fel 2012. augusztus 6-án, amikor a rádió új tulajdonosa, Medveczky Mihály már több hónapos fizetéssel volt adós a Neo FM dolgozói felé. Ezt követően előbb visszatért Moszkvába, majd a Radio Face-en futó Face Night Show műsorvezetője lett. 2013 februárjában a Lounge Radio-ban A Jó, a Rossz és a Csúf c. morning show műsorvezetője lett, Dukai Gergővel és Hájas Barnabással. 2013 márciusától elindította a Juventus Lights c. beszélgetős műsorát a Juventus Rádióban, majd 2013 júniusától a Kívánságműsort is ő vezeti.
- Seress Imre (Jászfényszaru, 1860. november 1. – Budapest, 1938. június 10.): Író, költő. Az eredetileg zenésznek készülő költő a budapesti konzervatórium elvégzése után, 1886 és 1889 között Tatán Esterházy Miklós József gróf színházának karmestere, majd a színház igazgatója lett. Irodalmi tevékenységét főképp verses paródiái alkotják. A színházi tevékenység után idejét teljesen az újságírás kötötte le. Szerkesztette többek között a Tatai Hírmondót, a szombathelyi székhelyű Dunántúlt, és a Jászberényi Hírlapot. 1904-től a Kassai Hírlap szerkesztője lett.Legfontosabb művei: Hári János Iliásza (Travesztált eposz, Bp., 1885); Hári János Odysszeája (Travesztált eposz, Bp., 1886); Vasutas tótok (verses humoreszk, Bp., 1887); Emmi és társai (versek, Bp., 1888); A nagy háború legendái (versek, Bp., 1923); Egy év története (Bp., 1926).
- Penczner Pál (Jászfényszaru, 1916. szeptember 17. – Memphis, 2010. június 27.): Jászfényszarui születésű, Amerikában élt festőművész. Különleges adottsága volt, hogy képes volt számos festészeti stílusban (az impresszionizmustól a klasszikusig) alkotni, majd ezt kombinálni a saját technikájával. Igen közkedvelt, minden iránt érdeklődő, és életvidám ember volt. Olyannyira, hogy 1995. június 15-én Memphis-ben a szóban forgó napot, Paul Penczner Day-nek nyilvánították. Penczner Pál emellett a város díszpolgára, a helyi általános iskola odaadó támogatója volt, aki sosem feledte származását

## Érdekességek
- A római katolikus templom tornyát többször is érte szerencsétlenség a huszadik században. 1912. augusztus 3-án többször csapott bele villám, amitől kigyulladt és teljesen leégett, majd 1942-ben a II. világháború alatt repülőgép súrolta és ezáltal ferdítette el a keresztet.[16]
- 2017-ben áthaladt a településen a 2017-es Tour de Hongrie mezőnye. Az 5.szakasz részeként haladt át a mezőny a településen a Jászberény-Budapest útvonalon át.

## Testvérvárosai
- Zakliczyn, Lengyelország
- Bors, Románia
- Gát, Ukrajna
- Kiskunfélegyháza, Magyarország